# 埃兰多尔
埃兰多尔（Erandol），是印度马哈拉施特拉邦Jalgaon县的一个城镇。总人口30120（2001年）。

## 人口
该地2001年总人口30120人，其中男性15565人，女性14555人；0—6岁人口4020人，其中男2120人，女1900人；识字率64.79%，其中男性为72.45%，女性为56.59%。